# تصوير إرواء عضلة القلب
تصوير إرواء عضلة القلب (بالإنجليزية: Myocardial perfusion imaging)‏ عملية تعتمد على الطب النووي، وتعمل على توضيح الكفاءة الوظيفية لعضلة القلب. يقيِّم هذا التصوير العديد من الحالات المصيبة للقلب، مثل مرض القلب التاجي، واعتلال عضلة القلب الضخامي، واختلالات حركة جدار القلب. قد يكشف هذا التصوير أيضًا عن مناطق انسداد العضلة القلبية، عن طريق إظهار المناطق منخفضة التروية الدموية. تُقيَّم كفاءة عضلة القلب أيضًا من خلال حساب الجزء المقذوف من البطين الأيسر. يُجرى هذا المسح مع اختبار إجهاد القلب. تُستشف المعلومات التشخيصية بإثارة نقص التروية المضبوطة في القلب، ويظهر تباينًا في التروية الدموية.
نادرًا ما تُستخدم أساليب التصوير الاستوائية، مثل التصوير الومضي التقليدي. يُستخدم التصوير المقطعي المحوسب بإصدار فوتون واحد في الولايات المتحدة. يستطيع التصوير المقطعي المحوسب بإصدار فوتون واحد إنهاء الصورة في أقل من عشر دقائق، وتحديد الاختلالات السفلية والخلفية ومناطق انسداد العضلة القلبية الصغيرة، بالإضافة إلى الأوعية الدموية المسدودة وحجم المنطقة المسدودة والعضلة القلبية الحية. تشمل النظائر معتادة الاستخدام في هذا التصوير كل من الثاليوم 201 والتيكنيشيام 99 إم.

## نبذة تاريخية
بدأ تاريخ دراسة القلب عن طريق الطب النووي في عام 1927، على يد الطبيب هيرمان بلومغارت، الذي طور أول وسيلة لقياس قوة القلب، عن طريق حقن مواد بها مكون مشع مثل راديوم سي. حُقنت المادة في النظام الوريدي وانتقلت من النصف الأيمن من القلب إلى الرئتين، ثم إلى النصف الأيسر من القلب، ومنه إلى الشرايين حيث تُكشف عبر غرفة ويلسون السحابية. تمثل غرفة ويلسون عداد وميضي بدائي، بإمكانه قياس الإشعاع. يُنتج اكتساب الإشعاع، بقياسه على مدار الزمن، ما يُعرف باسم «زمن الدورة». كلما زاد «زمن الدورة»، كانت عضلة القلب أضعف. كانت فكرة بلومغارت مزدوجة. فأولًا، قد تُستخدم المواد المشعة لكشف فزيولوجيا عضلة القلب (كفائته الوظيفية)، ويجب أن يُستخدم بأقل كمية ممكنة من الإشعاع الضروري لإجراء التصوير. وثانيًا، يحتاج المرء أن يحصل على حسابات متعددة لتحقيق تلك المهمة.
لم يُجرَ عمل محوري لعقود، حتى عام 1959، شدد عمل دكتور ريتشارد غرولين على دراسات «الراحة» حول القلب والنيتروجلسرين على نقاط عديدة. فقد شدد أولًا، مثل بلومغارت، على تقييم الكفاءة الوظيفية لعضلة القلب، واحتياج هذا التقييم لقياسات متعددة على مدار الوقت، وأهمية إجراء هذه القياسات تحت نفس الظروف، دون تغيير وظيفة القلب بين القياسات. فإذا رغب المرء بتقييم نقص التروية (نقص تدفق الدم في الشرايين التاجية الناتج عن مرض القلب التاجي)، فيجب عليه دراسته تحت ظروف «مجهدة»، وأن المقارنة تتطلب مقارنة «مجهود بمجهود». وبالمثل، إذا أراد الطبيب كشف تلف نسيجي (ذبحة قلبية أو انسداد العضلة القلبية)، تُجرى هذه الاختبارات تحت ظروف راحة. لا تسفر مقارنات الراحة مع المجهود عن نتائج دقيقة بشأن نقص التروية أو الاحتشاء. وبحلول عام 1963، كان الطبيب ويليام بروس على وعي بميل المصابين بمرض القلب التاجي للإصابة بالذبحة الصدرية (ألم في الصدر) أثناء المجهود، وأقام أول وسيلة معيارية لـ«إجهاد» القلب، حيث تُقاس التغيرات المتسلسلة في ضغط الدم ومعدل نبضات القلب وتخطيط كهربائية القلب تحت ظروف «إجهاد-إجهاد». وبحلول عام 1965، أوضح الطبيب ويليام لاف إمكانية استبدال الغرفة السحابية بعداد غايغر، بصفته جهازًا عمليًا. أوضح لاف معاناته من نفس التخوف الذي واجه زملائه، تحديدًا غياب النظائر المشعة المناسبة للاستخدام البشري.

### استخدام الثاليوم 201
بدأ العلماء والأطباء بحلول منتصف سبعينيات القرن العشرين استخدام الثاليوم 201 كنظير مشع مثالي للدراسات البشرية. يمكن أن يستخدم الأفراد جهاز المشي و«يجهدوا» أنفسهم عبر «بروتوكول بروس»، وعند ذروة التمرين، يُحقنون بمادة الثاليوم 201. يحتاج النظير المشع إلى إجراء تمرين رياضي لمدة دقيقة واحدة لتحسين انتشاره في الدورة الدموية. باستخدام الكاميرات النووية ونظرًا إلى الحدود المعروفة للثاليوم 201، لا يمكن التقاط أول صورة «تحت الإجهاد» إلا بعد ساعة من «الإجهاد». استمرارًا مع مفهوم مقارنة الصور، ستُلتقط صورة «الإجهاد» الثانية بعد المجهود بأربع ساعات، وتُقارن مع الأولى. يعكس تحرك الثاليوم 201 الاختلافات في إيصال الدم إلى الأنسجة (تدفق الدم)، والكفاءة الوظيفية (نشاط الميتوكوندريا). تُجبر فترة عمر النصف الطويلة للثاليوم 201 (73 ساعة) الأطباء على استخدام جرعات صغيرة نسبيًا (74-111 ميجا بيكريل، أو 2-3 ميللي كوري) من الثاليوم 201، وفي حالة الجرعات العالية نسبيًا وآثار النسيج (20 ميللي زيفرت). أسفرت النتائج رديئة الجودة عن الحاجة للبحث عن نظائر تؤدي إلى نتائج أفضل.

### تقديم نظائر التيكنيشيام 99 إم
قُدم مركبان يحتويان على التيكنيشيام 99 إم: تيبوروكسامين وسيستاميبي. سيسمح استخدام التيكنيشيام 99 إم بجرعات عليا (تصل إلى 1100 ميجا بيكريل أو 30 ميللي كوري) بسبب قصر فترة عمر النصف الفيزيائية (6 ساعات). سيسفر ذلك عن مزيد من الانحلال والوميض ومزيد من المعلومات للكاميرات النووية للقياس وإنتاج صور أفضل للأطباء للتفسير.

## دواعي الاستعمال الرئيسة
- تشخيص مرض القلب التاجي والعديد من الاختلالات القلبية.
- كشف موقع مرض القلب التاجي ودرجته لدى المرضى ذوي التاريخ المرضي به.
- مآل المرضى المحتمل إصابتهم بحادثة قلبية أو تاجية (مثل احتشاء العضلة القلبية، وانسداد العضلة القلبية، وأم دم الشريان التاجي، واختلالات حركة الجدار).
- تقييم العضلة القلبية الحية في منطقة توزيع شريان تاجي معين بعد الذبحة القلبية للبحث عن مبرر لإعادة التَّوعّي.
- إعادة التَّوعّي بعد التدخل الطبي (جراحة فتح مجرى جانبي للشريان التاجي، رأب الوعاء) وتقييمه.
- تقييم ضيق النفس إذا كان أصله قلبيًا.[11]

## جرعة الإشعاع
ارتفعت اختبارات مسح التروية الدموية للقلب في الولايات المتحدة بنسبة 6% بين عامي 1993 إلى 2001 «دون تبرير». تُعتبر اختبارات مسح وتصوير التروية الدموية للقلب «مؤشرات قوية لها قدرة على التنبؤ بالحوادث السريرية المستقبلية»، وربما تكشف نظريًا عن مرضى يحتاجون إلى علاجات قوية لتحسين النتيجة، ولكنها «فرضية فقط، وليست دليلًا». أشارت العديد من التجارب إلى الحساسية العالية (90%) للاختبار، بغض النظر عن سجل الاقتفاء، ما يرجحها على أي تأثير ضار محتمل للإشعاع المؤين. في المملكة المتحدة، يوصي المعهد الوطني للصحة وتفوق الرعاية بإجراء تصوير إرواء عضلة القلب بعد الإصابة باحتشاء القلب أو تدخلات إعادة الإرواء. توفر تصويرات إرواء عضلة القلب قدرة تنبؤية ممتازة، وأثبتت فعاليتها في الاختبار، وهي «ربما تكون منطقة من دراسة القلب بالطب النووي تزداد بها قوة الدليل».
استُخدم عدد من النويدات المشعة لتصوير إرواء عضلة القلب، ومنها الروبيديوم 82 والتيكنيشيام 99 إم والثاليوم 201، وتنطوي هذه النويدات على جرعات فعالة مشابهة (15-35 ميللي زيفرت). ربما توفر مادة الاقتفاء في تصوير مقطعي بالإصدار البوزيتروني، الأمونيا بالنيتروجين 13، جرعات أقل (2 ميللي زيفرت)، على الرغم من عدم وفرتها. ربما تثبت بروتوكولات الإجهاد فقط فعاليتها بتقليل تكاليف المريض وتعرضه للإشعاع.